# An Bình, Đồng Tháp
An Bình là một phường thuộc tỉnh Đồng Tháp, Việt Nam.

## Địa lý
Phường An Bình có vị trí địa lý:
- Phía đông giáp xã An Phước.
- Phía tây giáp xã Long Khánh và xã Long Phú Thuận.
- Phía nam giáp xã An Hòa.
- Phía bắc giáp phường Hồng Ngự.

Phường An Bình có diện tích tự nhiên là 50,07 km² và quy mô dân số năm 2025 là 33.314 người, mật độ dân số đạt 665 người/km².

## Lịch sử
Ngày 16 tháng 6 năm 2025, Ủy ban Thường vụ Quốc hội ban hành Nghị quyết số 1663/NQ-UBTVQH15 về việc sắp xếp các đơn vị hành chính cấp xã của tỉnh Đồng Tháp năm 2025. Theo đó, sắp xếp toàn bộ diện tích tự nhiên, quy mô dân số của các phường An Lộc, An Bình A và An Bình B thành phường mới có tên gọi là phường An Bình.
Sau khi sáp nhập, phường An Bình có 50,07 km² diện tích tự nhiên và dân số 33.314 người.